# Japanska stavvapen

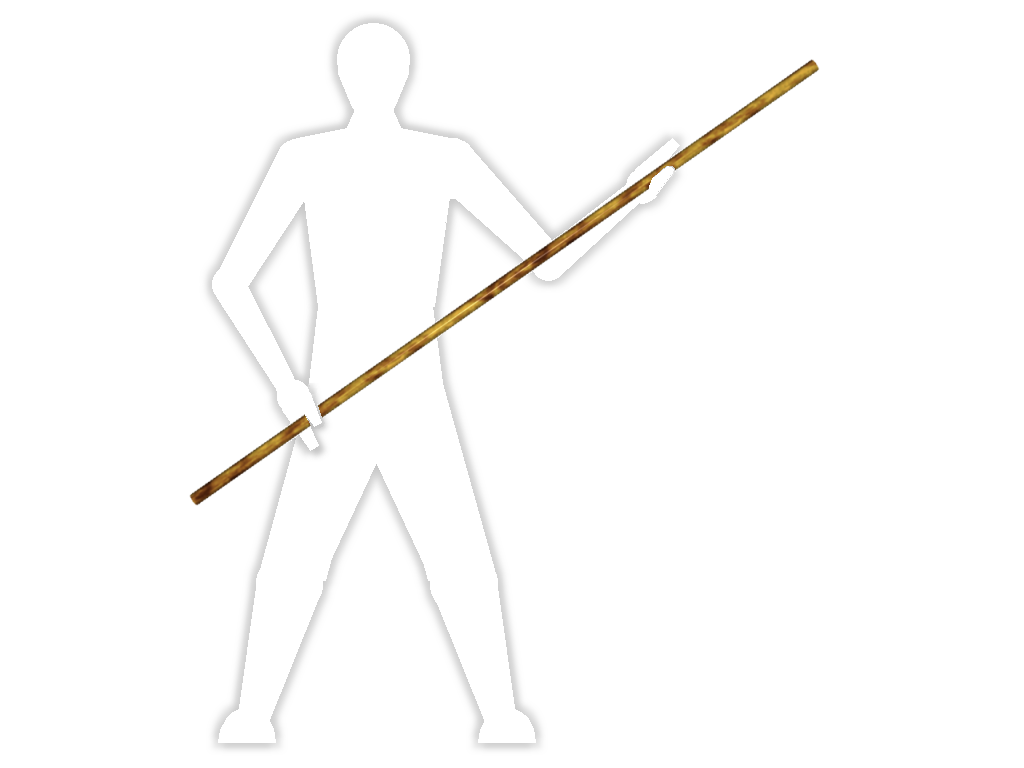
Bō

Japanska stavvapen, ibland kallade bostavar (av japanska: 棒, bō, ”stav, stång”), avser flertalet olika typer av kampstavar (stavar avsedda som vapen) inom japansk stridskonst. Mest känt är stavar med efterledet bō — chōbō (långstav), hanbō (halvstav), tanbō (kortstav) — som vanligen förknippas med vapentraditionen Ryūkyū kobujutsu, medan den traditionella staven inom koryū bujutsu eller kobudō kallas jō (japanska: 杖, "käpp/stav") och stridskonsten jōdō.

## Stavlängder

### Långstav (chōbō)
Chōbō (japanska: 長棒, "långstav") är en trästav på cirka 183 cm, ibland även kallad för "sexfotsstaven" (rokushaku bō). Ibland betecknas den enbart som bō (stav) eller bostav, vilket ibland kan leda till lite förvirring eftersom det ej anger längden på staven.
En bōstav används som vapen inom japansk kampkonst, budō. Bostavar är ofta gjorda i vitek, då detta träslag är väldigt hårt och stöttåligt men fortfarande bra på att absorbera stötar. Det finns även stavar tillverkade i rödek. Liknande stavvapen är den något kortare jōn i budō från de japanska huvudöarna. Bō och halvstaven hanbō används främst i stridskonst från Okinawa.

### Käppstav (jōbō)

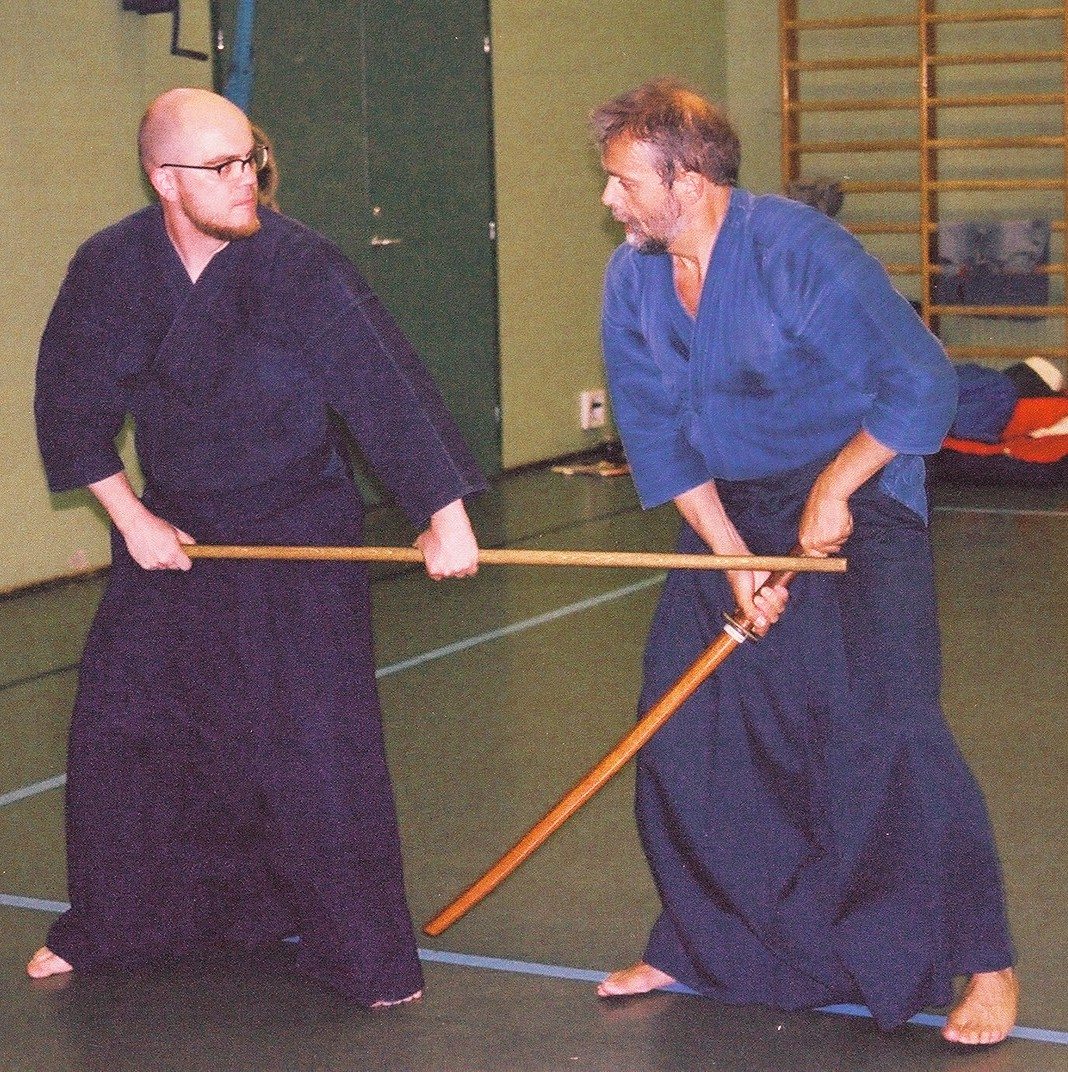
Jōdō, shintō muso ryu. Jō mot träsvärd, bokken.

Jō (japanska: 杖, "käpp"), ibland jō(-bō) (japanska: 杖(棒), "käppstav"), är en trästav på cirka 128 cm, använd som vapen eller redskap inom vissa traditionella japanska budokonster. Vissa kampsporter använder 128 cm som standardlängd på jōn. Andra anpassar den efter kroppslängd, ofta upp till armhålan men inom exempelvis Tendo-ryu når den upp till ögonbrynen. Genom sin längd får man en längre räckvidd än med andra handburna vapen, exempelvis svärd. En jō kan användas som stöt- eller slagvapen och båda ändarna används i teknikerna. Med en jō i handen kan man också försvara sig mot ett anfall genom att till exempel slå undan den andres vapen. 
Den konst som specialiserar sig på försvar med jō mot svärd kallas jōdō. Inom många grenar av aikidō tränar man med jō; ofta är det fråga om ett system som kallas aiki-jō och som är till för att utveckla aikidoutövarens aikido snarare än att lära denne konsten att slåss med jo. 
Enligt myten ska jōn ha uppfunnits av Muso Gonnosuke, när han duellerade med den berömde samurajen Miyamoto Musashi. Muso är i vilket fall skaparen av den vanligaste stilen av jodo, Shindo Muso Ryu (japanska: 神道夢想流杖道).

### Halvstav (hanbō)
Hanbō (japanska: 半棒, "halvstav") är hälften så lång som en chōbō: cirka 90 centimeter. Beroende på kampsport så kan längden på en hanbō skilja sig lite, då man i vissa fall har en hanbō som når upp till navelhöjd. I övrigt är stavarna ganska lika.

### Kortstav (tanbō)– "batonger"

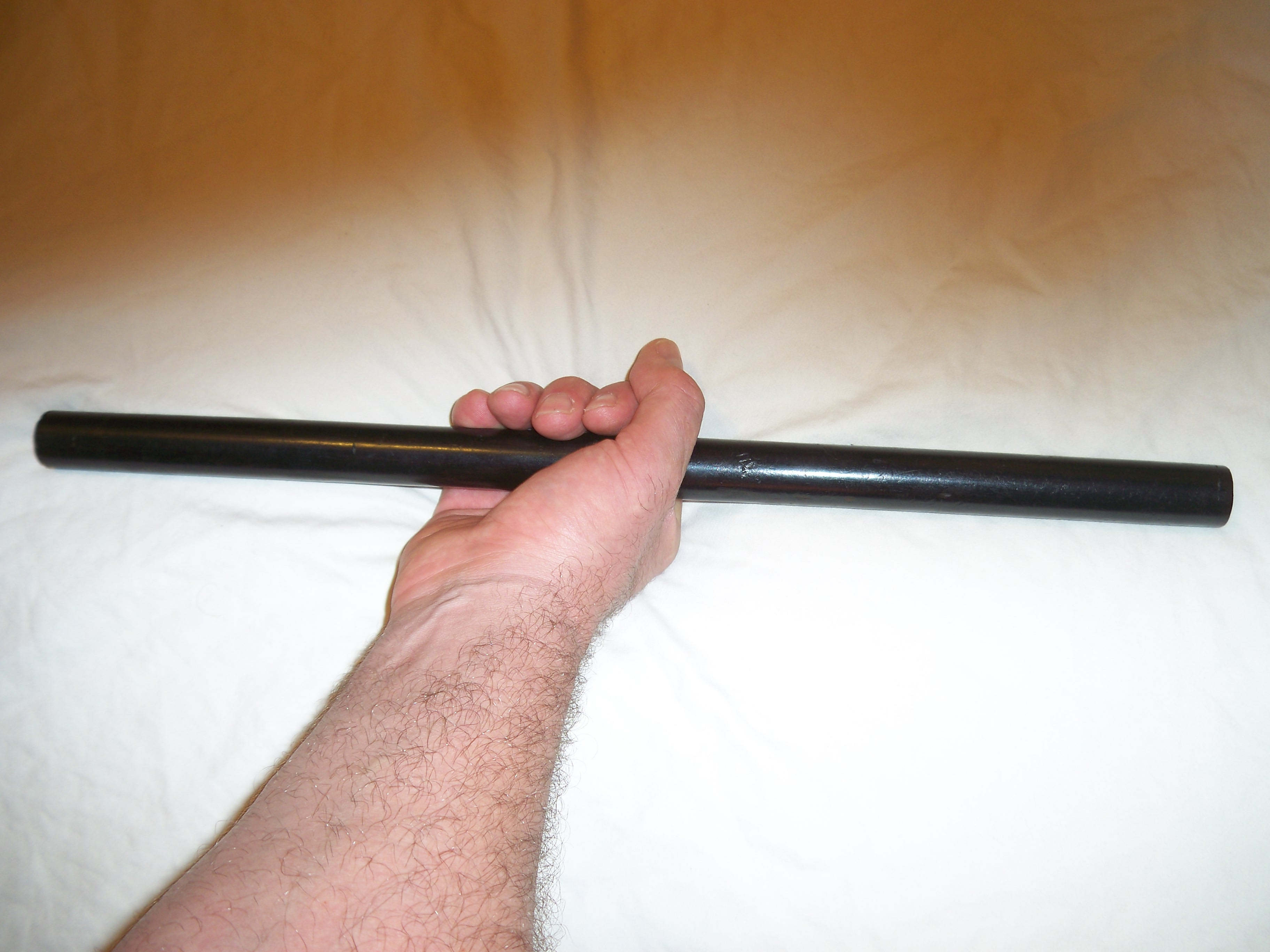
Tanbō

Tanbō (japanska: 短棒, "kortstav" eller "batong") är mycket korta stavar, kortare än hanbōn, men ingen generell längd finns. De brukas i likhet med hanbōn.

## Japanska stavvapen i populärkultur
- I berättelserna om de fiktiva sköldpaddorna Teenage Mutant Ninja Turtles använder sig Donatello av en bō som sitt vapen.
- I actionserien Xena - krigarprinsessan använder sig ofta Xenas nära vän Gabrielle av en bō.
- I tv-spelet Soul Calibur använder karaktären Kilik bō.